# Padang Hangat
Padang Hangat is een bestuurslaag in het regentschap Kaur van de provincie Bengkulu, Indonesië. Padang Hangat telt 571 inwoners (volkstelling 2010).